# Luís Antônio Venditti Vicente
Luís Antônio Venditti Vicente (Rio de Janeiro, 12 de junho de 1970) é um ex-futebolista brasileiro que atuava como meio-campista.

## Carreira
Formado nas divisões de base do Flamengo, Luiz Antônio começou sua carreira durante a disputa do Campeonato Brasileiro de 1988.
Marcou um gol logo de cara, em seu jogo de estreia contra o Sport. Contudo, ainda aos 18 anos de idade, disputou apenas mais três jogos naquela oportunidade.
Somente dois anos mais tarde, já mais experiente, passaria a receber novas chances de atuar no time principal.
Esteve presente nas conquistas da Copa do Brasil de 1990, do Campeonato Carioca de 1991 e do Campeonato Brasileiro de 1992.
Em 1994, após cinco anos no Flamengo, passou a jogar no Fluminense. Foi novamente campeão carioca, em 1995, quando o Fluminense conquistou aquele título de forma histórica.
Além da dupla Fla-Flu, Luís Antônio também teve passagens pelo Juventude, Sampaio Corrêa e Sport.

## Títulos
Flamengo
- Copa São Paulo de Futebol Júnior: 1990
- Copa do Brasil: 1990
- Taça Cidade do RJ: 1991
- Taça Estado do RJ: 1991
- Taça Rio: 1991
- Campeonato Carioca: 1991
- Campeonato Brasileiro: 1992
- Taça Brahma dos Campeões: 1992
- Taça Cidade do RJ: 1993

Fluminense
- Campeonato Carioca: 1995